# Кахарман
Кахарма́н — почётный титул у мусульманских народов Центральной Азии, присваиваемый за проявленные мужество и героизм. Происходит от слова, в арабском и персидском языках имеющего значение «всемогущий». Использовался как эпитет, прилагающийся к слову «багатур» («бахадур», «батыр»).
От титула происходит мужское имя Кахарман, распространённое у казахов, а также встречающееся в башкирской и татарской культуре.
В современном Казахстане существует звание «Народный Герой» (каз. Халық Қаһарманы) — высшая степень отличия, которой присваивается за выдающиеся заслуги перед Республикой Казахстан.